# Nadja (gruppo musicale)
I Nadja sono un duo drone doom metal composto da Aidan Baker (chitarra, voce, pianoforte, batteria) e Leah Buckareff (basso, voce). I Nadja nascono nel 2003 come un side-project solista di Baker, volto ad esplorare i lati più duri e distorti della musica ambient/sperimentale. 
Nel 2005 Buckareff entrò a far parte del gruppo, soprattutto per permettere ai Nadja di esibirsi live.
Il duo combina sonorità elettroniche ed atmosferiche con potenti e profonde linee vocali growl, partiture ritmiche lente e decadenti (tipiche del drone doom), e spunti chitarristici che richiamano lo shoegaze.
Dopo alcune pubblicazioni in edizione limitata con piccole case discografiche, la band realizza, nel 2005, il primo vero album ufficiale Truth Becomes Death con la canadese Alien8 Recordings. Negli anni successivi i Nadja hanno poi riedito i primi lavori discografici: Touched, ad esempio, è stato riarrangiato e poi pubblicato nel 2007 con la Alien8 Recordings, mentre Corrasion, sempre nel 2007, è stato riedito dalla Foreshadow.
Il duo si è esibito in Canada, Belgio, Paesi Bassi e Stati Uniti, dividendo il palco con artisti come Kayo Dot, Knurl, Khanate, Francisco López, Isis e Mare.

## Formazione
- Aidan Baker - chitarra, voce, pianoforte, batteria, woodwinds (2003-presente)
- Leah Buckareff - basso, voce (2005-presente)

## Discografia
Album in studio
- 2003 - Touched
- 2003 - Skin Turns To Glass
- 2003 - Corrasion
- 2005 - Bodycage
- 2005 - Bliss Torn from Emptiness
- 2005 - Truth Becomes Death
- 2007 - Thaumogenesis
- 2007 - Radiance of Shadows
- 2008 - Desire in Uneasiness
- 2008 - The Bungled & the Botched
- 2009 - When I See the Sun Always Shines on TV
- 2009 - Belles bêtes
- 2009 - Under the Jaguar Sun
- 2010 - Autopergamene
- 2010 - Sky Burial
- 2012 - Dagdrøm
- 2013 - Flipper
- 2014 - Queller
- 2016 - Sv
- 2016 - The Stone Is Not Hit by the Sun, nor Carved with a Knife
- 2017 - Stripped
- 2018 - Sonnborner
- 2021 - Seemannsgarn
- 2021 - Luminous Rot
- 2022 - Labyrinthine

Live
- 2006 - Trembled
- 2008 - Thaumoradiance
- 2009 - Live at the Dom Club
- 2010 - Unsound Festival NY 2010
- 2014 - Paradox Incubate 15.09.14
- 2019 - White Nights
- 2020 - Sv (Moving Noises Version)
- 2020 - Thaumobungled
- 2020 - Thaumogenesis (Live)
- 2020 - BSP Live Series: 2020-09-26 Warsaw
- 2022 - BSP Live Series: 2021-09-04 Kharkiv

EP
- 2004 - I Have Tasted the Fire Inside Your Mouth
- 2007 - Guilted by the Sun
- 2008 - Trinity
- 2008 - Trinitarian
- 2009 - Clinging to the Edge of the Sky
- 2010 - Into the Silent Waves
- 2010 - Ruins of Morning
- 2012 - Uneasy and Confin'd
- 2012 - Tangled
- 2015 - Songs for Wong Kar-wai
- 2015 - Tabernanthe

Split e collaborazioni
- 2003 - Split w/ Moss
- 2005 - Absorption Split (con i Methadrone)
- 2006 - We Have Departed the Circle Blissfully (con Fear Falls Burning)
- 2007 - 12012291920/1414101 (con gli Atavist)
- 2007 - s/t (con i Fear Falls Burning)
- 2007 - Aidan Baker & Leh Buckareff & Datashock
- 2010 - The Life And Death Of A Wasp (con gli OvO)
- 2014 - Cystema Solari (con gli Uochi Toki)